# 건국훈장 독립장 수훈자 목록
건국훈장 독립장 수훈자 목록은 대한민국의 독립에 끼친 공로를 인정받아 건국훈장 중 독립장(獨立章)을 받은 독립유공자를 다룬 문서이다.

## 개요
건국훈장 독립장은 대한민국〈상훈법〉 제11조에 따라 대한민국의 건국에 공로가 뚜렷하거나, 국가의 기초를 공고히 하는 데에 이바지한 공적이 뚜렷한 사람에게 수여하는 대한민국의 건국훈장 중 세번째 등급이다. 건국훈장은 1949년 4월 27일에 대통령령 〈건국공로훈장령〉이 공포되면서 제정되었다. 1963년 12월 14일에 각종 상훈 관계 법령을 통합한 〈상훈법〉이 제정되면서 〈건국공로훈장령〉은 폐지되었다. 건국훈장이 과거에는 중장(重章), 복장(複章), 단장(單章)의 3등급으로 나누어 수여하다가 1990년에 〈상훈법〉이 개정되면서 대한민국장, 대통령장, 독립장, 애국장, 애족장의 5등급이 되었다.

## 역사
대한민국 독립유공자로서 최초의 건국훈장 독립장은 1950년 3월 1일에 거행된 3.1절 제31주년 기념식에서 호머 헐버트[H. B. Hulbert, 흘법(訖法)]에게 수여되었다. 이후 1962년 3월 1일 3.1절 제43주년 기념식에서 의병장 강무경 등 126명에게 수여되었다. 대한민국 정부 수립 이후 2017년 1월까지 독립유공자로 독립장을 수여받은 사람은 국내외의 806인이다. 그 중 대한민국 국적자는 782인이고 중화민국인이 15인, 미국인이 4인, 영국인이 3인, 아일랜드인이 1인, 캐나다인이 1인이다. 2017년 1월 7일 현재 독립유공자로 건국훈장을 수여받은 사람은 대한민국장 30명, 대통령장 93명, 독립장 806명, 애국장 3,886명, 애족장 5,016명 등 총 9,831명이다.

## 목록
- 김마리아(金瑪利亞) 1892~1944 황해 장연 애국부인회 독립장(62)
- 강기덕(强氣德) 1886~? 1919년 3월 5일 남대문역에서 만세운동주도(90)

- 김승학(金承學) 1881~1964 평북 의주 임시정부 독립장(62)

- 김원벽(金元璧) 1894~1928 황해 은율 3.1운동 독립장(62)
- 김은수(金殷秀) 1894~1960 경기 용인  3.1운동 독립장(90)

- 김학규(金學奎) 1900~1967 평남 평원 광복군 독립장(62)
- 김홍일(金弘壹) 1898~1980 평북 용천 광복군 독립장(62)
- 나철(羅 喆) 1863~1916 전남 보성 오적 주살 독립장(62)
- 유관순(柳寬順) 1902~1920 충남 천안 3.1운동 독립장(62)
- 유창순(庾昌淳) 1876~1927 충남 천안 대한광복단 독립장(63)

- 박장호(朴長浩) 1859~1921 황해 장연 대한독립단 독립장(62)
- 박재혁(朴載赫) 1895~1921 경남 부산 의열단 독립장(62)
- 서일(徐 一) 1881~1921 함북 경원 대한군정서 독립장(62)
- 손정도(孫貞道) 1881~1931 평남 강서 임시정부 독립장(62)
- 조도선(趙都善)1879~미상 만주 채가구역에서 이등박문 주살(62)
- 송계백(宋繼白) 1896~1920 평남 평원 2.8 독립선언 독립장(62)
- 안희제(安熙濟) 1885~1943 경남 의령 애국계몽운동 독립장(62)
- 양세봉(梁世奉) 1896~1934 평북 철산 조선혁명군 독립장(62)
- 우덕순(禹德淳) 1876~1950 한성 이등박문 주살 독립장(62)
- 이신애(李信愛) 1891~1982 평북 구성 3.1운동 독립장(63)
- 김승곤(金勝困) 1915~2008 임시정부 국무 위원회 비서
- 윤세복(尹世復) 1881~1960 경남 밀양 만주방면 독립장(62)
- 윤현진(尹顯振) 1892~1921 경남 양산 임시정부 독립장(62)
- 이갑(李 甲) 1877~1917 평남 숙천 독립협회, 신민회 독립장(62)
- 이상룡(李相龍) 1858~1932 경북 안동 임시정부 독립장(62)

- 이윤재(李允宰) 1888~1943 경남 김해 조선어학회 독립장(62)
- 이한응(李漢應) 1847~1905 경기도 용인, 주영 서리공사, 독립장(62)
- 이회영(李會榮) 1867~1932 한성 만주방면 독립장(62)
- 임병찬(林炳瓚) 1851~1916 전북 옥구 의병 독립장(62)
- 전덕원(全德元) 1871~1940 평북 용천 대한독립단 독립장(62)
- 조맹선(趙孟善) 1872~1922 황해 평산 대한독립단 독립장(62)
- 조병옥(趙炳玉) 1894~1960 충남 천안 국내항일 독립장(62)
- 차이석(車利錫 1881~1945 평북 선천 임시정부 독립장(62)
- 채찬(蔡 燦) 미 상~미 상 충북 충주 서로군정서 독립장(62)
- 최재형(崔在亨) 1860~1920 함북 경원 임시정부 독립장(62)
- 최팔용(崔八鏞) 1891~1922 함남 홍원 2.8 독립선언 독립장(62)
- 최현배(崔鉉培) 1894~1970 경남 울산 조선어학회 독립장(62)
- 함태영(咸台永) 1872~1964 함북 무산 3.1운동 독립장(62)
- 현익철(玄益哲) 1890~1938 평북 박천 국민부 독립장(62)
- 홍진(洪 震) 1877~1946 충북 영동 임시정부 독립장(62)
- 황학수(黃學秀) 1879~1953 충북 제천 임시정부 독립장(62)
- 계화(桂 和) 1885~1921 평북 선천 북로군정서 독립장(63)
- 김규식(金奎植) 1882~1931 경기 양주 북로군정서 독립장(63)
- 김병로(金炳魯) 1887~1964 전북 순창 변론 독립장(63)
- 김승만(金承萬) 1888~1935 평북 의주 안동임시의사회 독립장(63)
- 김창환(金昌煥) 1872~1937 경기 광주 통의부, 정의부 독립장(63)
- 나중소(羅仲昭) 1867~1928 경기 고양 북로군정서 독립장(63)
- 나창헌(羅昌憲) 1896~1936 평북 희천 청년외교단 독립장(63)
- 박응백(朴應伯) 미 상~1927 평북 삭주 참의부 독립장(63)
- 박찬익(朴贊翊) 1884~1949 경기 파주 임시정부 독립장(63)
- 백정기(白貞基1896~1934 전북 정읍 주중일국공사주살 독립장(63)
- 송진우(宋鎭禹) 1890~1945 전남 담양 언론 독립장(63)
- 신숙(申 肅) 1885~1967 경기 가평 신민부 독립장(63)
- 신팔균(申八均) 1882~1924 충북 진천 통의부 독립장(63)
- 안춘생(安椿生) 1912~2011 황해 벽성 광복군 독립장(63)
- 이유필(李裕弼) 1885~1945 평북 의주 임시정부 독립장(63)
- 이인(李 仁) 1896~1979 경북 대구 변론 독립장(63)
- 이장녕(李章寧) 1881~1932 충남 천원 북로군정서 독립장(63)
- 이탁(李 鐸) 1889~1930 평남 성천 임시정부 독립장(63)
- 장형(張 炯) 1889~1964 평북 용천 군자금모집 독립장(63)
- 정신(鄭 信) 1898~1931 함남 홍원 북로군정서 독립장(63)
- 주기철(朱基徹) 1897~1944 경남 창원 국내항일 독립장(63)
- 현순(玄 楯) 1880~1968 한성 임시정부 독립장(63)
- 현천묵(玄天默) 미 상~1928 함북 경성 북로군정서 독립장(63)
- 황상규(黃尙奎) 1890~1941 경남 밀양 의열단 독립장(63)
- 고이허(高而虛) 1902~1937 황해 수안 국민부 독립장(68)
- 장췬(張 群) 1889~1990 쓰촨 화양현 독립운동지원 독립장(68)
- 여준(呂 準) 1862~1932 경기 용인 서로군정서 독립장(68)
- 이규창(李圭昌) 1913~2005 만주 통화현 독립장(68)
- 한흥(韓 興) 1888~1959 함남 신흥 만주방면 독립장(68)
- 김교헌(金敎獻) 1867~1923 경기 수원 북로군정서 독립장(77)
- 김약연(金躍淵) 1869~1942 함북 종성국민회 독립장(77)
- 남궁억(南宮檍) 1863~1939 경기 홍천 문화.교육 독립장(77)
- 민용호(民用護) 1869~1922 의병을 이끌며 일본군에 대항(77)
- 노응규(盧應奎) 1861~1907 경남 안의 의병 독립장(77)
- 윤세주(尹世胄) 1901~1942 경남 밀양 의열단 독립장(82)
- 최창식(崔昌植) 1892~1957 한성 임시정부 독립장(83)
- 김갑(金 甲) 1889~1933 경남 동래 임시정부 독립장(86)
- 엄항섭(嚴恒燮) 1898~1962 경기 여주 임시정부 독립장(89)
- 원세훈(元世勳) 1887~1959(납북) 함남 정평 노령방면 독립장(89)
- 윤동주(尹東柱) 1917~1945 함북 청진 학생운동 독립장(90)
- 윤해(尹 海) 1888~미 상 함남 영흥 만주방면 독립장(90)
- 이은영(李殷榮) 1868~1921 경기 여주 의병 독립장(90)
- 정인보(鄭寅普) 1893~1950 한성 문화운동 독립장(90)
- 현정경(玄正卿) 1881~1941 평북 박천 만주방면 독립장(92)
- 박차정(朴次貞) 1910~1944 경남 동래 중국방면 독립장(95)
- 신석우(申錫雨) 1895~1953 한성 임시정부 독립장(95)
- 이대위(李大爲) 1878~1928 평남 강서 미주방면 독립장(95)
- 정봉준(鄭鳳俊) 미 상~미 상 미상 의병 독립장(95)
- 차천리(車千里) 1898~1928 평남 안주 독립군 독립장(98)
- 길선주(吉善宙) 1869~1935 평남 평양 3·1운동 독립장(2009)
- 장기초(張基礎) 1893~미 상 평북 강계 만주방면 독립장(2009)<이상 806명 중 주요 82명>
- 최낙철(崔洛哲) 1921~2005 전북 무주 학생운동 독립장(63)[2]
- 오광선(吳光鮮) 1896~1967 경기도 죽산군 원삼면 어현 독립장(62)

## 같이 보기
- 대한민국 독립유공자
- 건국훈장 대한민국장 수훈자 목록
- 건국훈장 대통령장 수훈자 목록

## 참고 자료
- 국가보훈처 독립유공자 공훈록